# Carlo Ponti
Carlo Ponti (Magenta, 1912. december 11. – Genf, 2007. január 10.) Oscar-díjas olasz filmproducer.

## Életpályája
Szülei: Leone Ponti és Maria Zardona voltak. Ponti jogot tanult a Milánói Egyetemen. 1935–1938 között ügyvédként dolgozott Milánóban. 1938-ban lett filmproducer. 1940-től az ATA-nál, majd a Lux Filmnél dolgozott. 1941-től több mint 140 filmnek volt a producere, mint például Jean-Luc Godard (A megvetés), Federico Fellini (Országúton, 1954), Vittorio De Sica (Boccaccio '70, 1962), David Lean (Doktor Zsivágó, 1965) és Michelangelo Antonioni (Nagyítás, 1966) című filmjeinek is. 1950-ben Dino De Laurentiis-sel produkciós céget alapított. 1957-től Hollywoodban is dolgozott. 1965-ben lett francia állampolgár.

## Magánélete
Első felesége Giuliana Fiastri volt, akitől két gyermeke született. Az egyikük, Alessandro Ponti ma filmproducer. Második felesége 1966-tól Sophia Loren színművésznő. Gyermekeik: ifj. Carlo Ponti, aki korábban gyerekszínész volt, jelenleg pedig karmester, és a magyar hegedűművésznőt, Mészáros Andreát vette el feleségül, valamint Edoardo Ponti, filmrendező.

## Filmjei
- Romantika (1941)
- Tanár fiam (1946)
- Békében élni (1947)
- Menekülés Franciaországba (1948)
- Nincs irgalom (1948)
- Vészharang (1949)
- Kutyaélet (1950)
- Anna (1951)
- Rendőrök és tolvajok (1951)
- Hűtlen asszonyok (1953)
- Egy nap a bíróságon (1954)
- Hol a szabadság? (1954)
- Országúton (1954)
- A bolond-gyógyász (1954)
- Mambo (1954)
- Odüsszeusz (1954)
- Nápoly aranya (1954)
- Attila (1954)
- A szép molnárné (1955)
- Hétköznapi tragédiák (1956)
- Háború és béke (1956)
- A kacér Marisa (1957)
- Fekete orchidea (1958)
- A préri rózsája (1960)
- A botrány szele (1960)
- Egy asszony meg a lánya (1960)
- Lola (1961)
- Az asszony az asszony (1961)
- A szókimondó asszonyság (1961)
- Boccaccio 70 (1962)
- Cléo 5-től 7-ig (1962)
- Altona foglyai (1962)
- Arturo szigete (1962)
- Az áruló (1963)
- Kékszakáll (1963)
- Csendőrök (1963)
- Házasságtörők (1963)
- A megvetés (1963)
- Tegnap, ma, holnap (1963)
- Házasság olasz módra (1964)
- Kontraszex (1964)
- A Crossbow akció (1965)
- Casanova ’70 (1965)
- A tizedik áldozat (1965)
- Doktor Zsivágó (1965)
- Ma, holnap, holnapután (1965)
- Szigorúan ellenőrzött vonatok (1966)
- Nagyítás (1966)
- A huszonötödik óra (1966)
- A lány és a tábornok (1967)
- Tűz van, babám! (1967)
- Ezek a kísértetek (1967)
- Gyémántok reggelire (1968)
- Szeretők (1968)
- Napraforgó (1970)
- A pap felesége (1970)
- Micsoda? (1972)
- Torzó (1973)
- Piszkos hétvége (1973)
- Gawain és a zöld lovag (1973)
- Megtorlás (1973)
- Giordano Bruno (1973)
- Test Frankensteinnek (1973)
- Az utazás (1974)
- Ítélet (1974)
- Késői találkozás (1974)
- A rendőrnő (1974)
- Hármas fogat (1975)
- Foglalkozása: riporter (1975)
- Egy maréknyi hagymáért (1975)
- A gyerekfelügyelő (1975)
- Tisztes honpolgárok (1975)
- Az ápolónő (1975)
- Csúfak és gonoszak (1976)
- A Cassandra-átjáró (1976)
- Egy különleges nap (1977)
- Sivatagi szellemek (1978)
- Szemünk fénye (1984)
- Egy asszony meg a lánya (1989)
- Szombat, vasárnap és hétfő (1990)